# Filmmuseum Berlin
Le musée de cinéma et télévision de Berlin (en allemand : Museum für Film und Fernsehen) est l'un des sept musées de films d'Allemagne, situé au Potsdamer Straße 2, près de la Potsdamer Platz, à Berlin,. Il ouvre en septembre 2000 en tant qu'extension de la Deutsche Kinemathek, fondation chargée de conserver, de restaurer et de mettre à disposition du public le patrimoine cinématographique.

## Expositions
À partir de 2025, l'exposition du musée sera présentée à l'E-Werk dans la Wilhelmstraße.

## Galerie

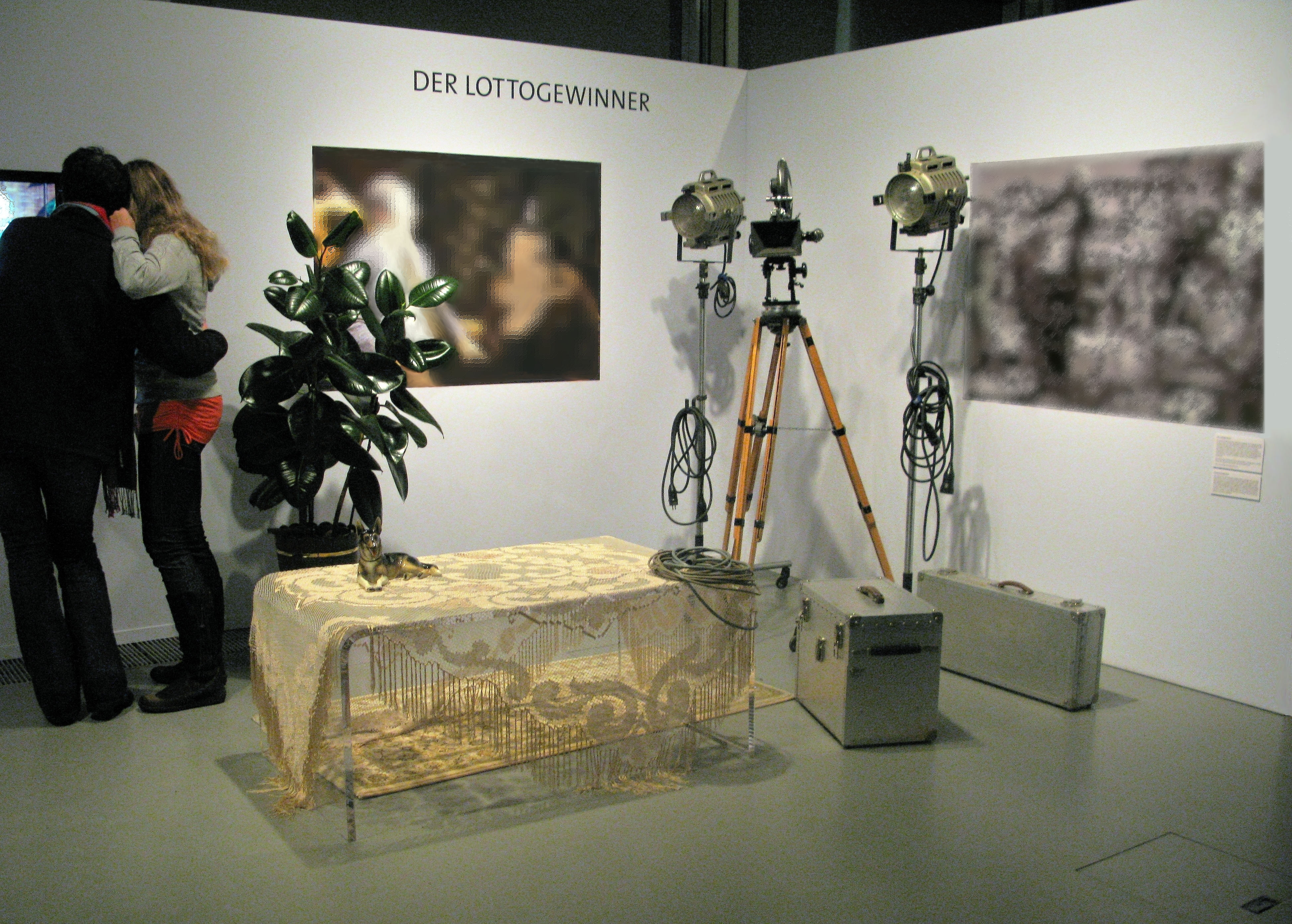
Exposition ayant pour thème l'acteur allemand "Loriot" (2008).
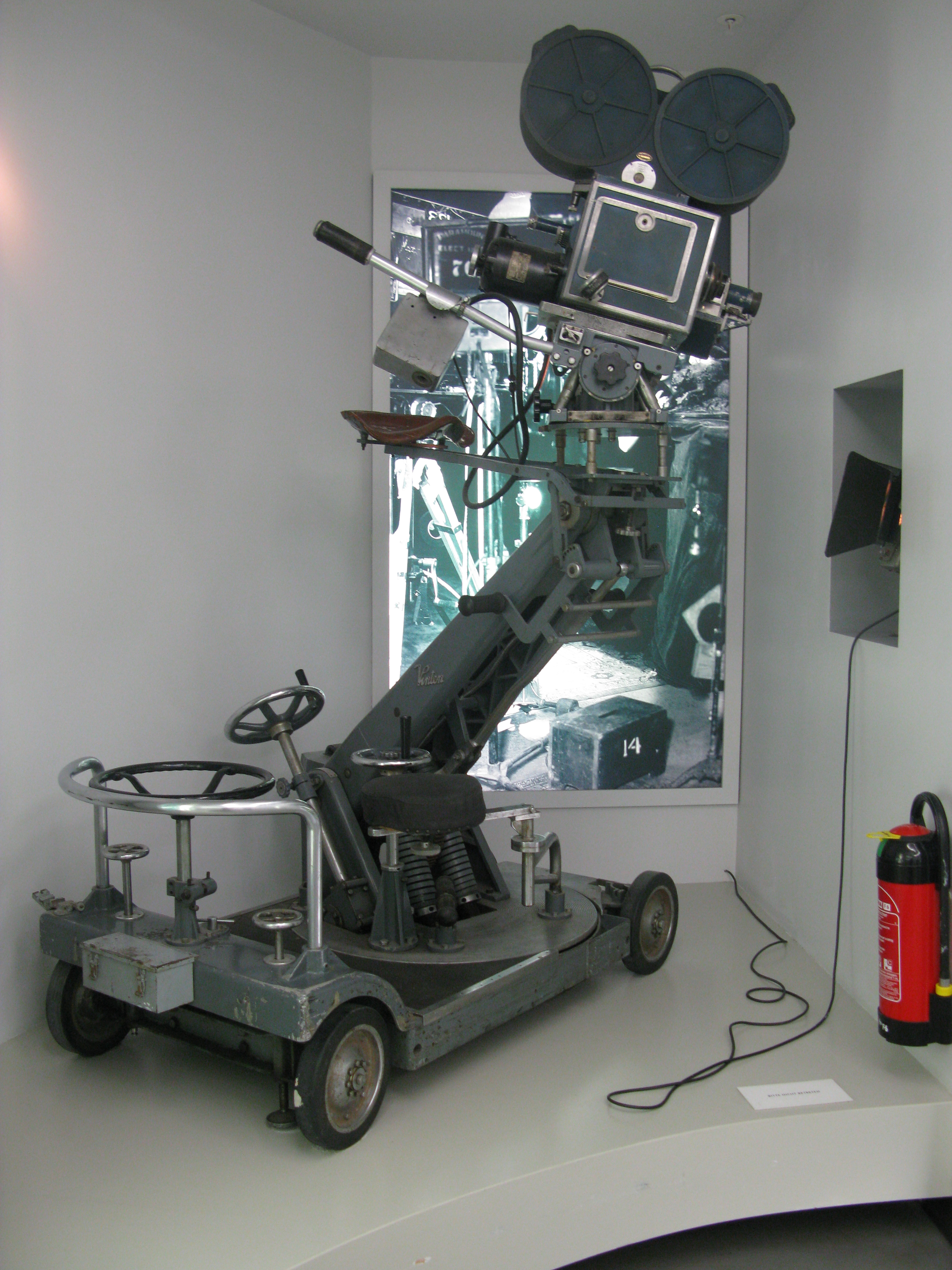